# Бухта Дежнёва
Бухта Дежнёва — бухта северо-восточного побережья Камчатского края, на территории Олюторского района, между мысами Орангутанг (Игла) и Низкий. Расположена в 11,7 мили к северо-востоку от бухты Анастасии.
Вдаётся в берег на 2,3 мили. Вход шириной 24 км. Глубина составляет 13—24 м. В низменную кутовую часть бухты впадают реки Укэлаят и Малая Укэлаят, в устье образующие общую лагуну. Берег здесь низкий песчаный. Вблизи устья (к северо-востоку вглубь суши) расположено озеро Танваутгын, заполняющее грабен (площадь зеркала около 7 км², глубина до 10 метров).
Северо-восточный и западный берега бухты Дежнёва круто обрываются в море. Западный берег упирается в крутые обрывистые склоны хребта Укэлаят, отроги которого образуют здесь небольшую бухту Открытия.
В 1885 году российский мореплаватель Фридольф Гек во время плавания на шхуне «Сибирь» детально описал ранее неизученную часть корякско-чукотского побережья, включая бухту Дежнёва. Бухта названа Геком в честь казака, землепроходца и морехода Семёна Ивановича Дежнёва.
С ноября по март-апрель бухта покрыта плавучими льдами. Приливы неправильные полусуточные, высотой до 2 м. В бухту заходят некрупные киты.